# Kalaat Senan
Pour l’article homonyme, voir Kalaat Senan (délégation).
Kalaat Senan, Kalaat es Senam ou Kalâat Snan (arabe : قلعة سنان) est une ville du Nord-Ouest de la Tunisie, située à quelques kilomètres de la frontière tuniso-algérienne.
Rattachée administrativement au gouvernorat du Kef, elle est au centre d'une délégation tandis que la municipalité qu'elle forme compte 8 145 habitants en 2014.

## Étymologie
Kalaat Senan tient son nom de la forteresse (kalaat) voisine construite sur la table de Jugurtha (mesa).

## Géographie

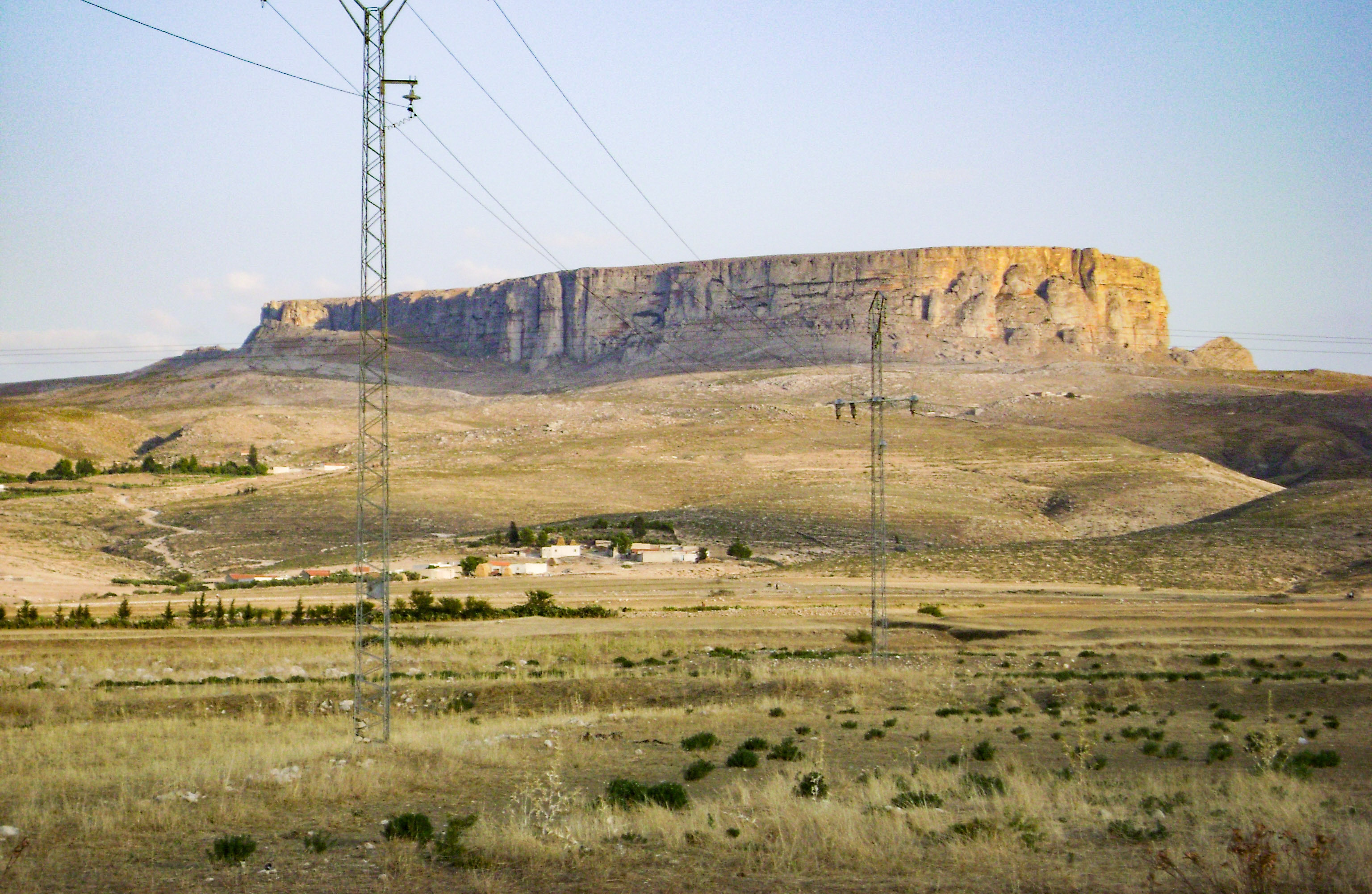
Profil de la Table de Jugurtha.

La région est connue pour la Table de Jugurtha, haut plateau de 1 271 mètres d'altitude qui domine les sommets des formations de Boujabeur, de Slata et de Boulahnech. La Table de Jughurta est une curiosité naturelle formée de falaises tombant à pic de tous les côtés.
Couvrant une superficie de plus de 80 hectares, ce rocher deviendra une forteresse de rebelles résistant longtemps aux troupes du bey de Tunis sous la direction de leur chef Senan. Cet épisode donnera son nom à la cité, le nom senan pouvant être dérivé du mot assnam fréquemment utilisé par les œuvres des historiens médiévaux et utilisé par les autorités coloniales françaises puis tunisiennes jusqu'aux années 1990.
De plus, ce plateau abrite de nombreuses sources d'eau. La source d'Aïn Senan assure ainsi à la population locale une alimentation continue et de qualité.

## Histoire
Les recherches historiques concernant la région sont peu nombreuses, malgré l'existence de plusieurs grands sites et l'existence de ruines apparentes qui couvre l'histoire des civilisations capsiennes, berbère, punique, romaine, byzantine, arabo-musulmane. La ville a servi de forteresse aux armées numides de Jugurtha. Après avoir perdu devant l'armée romaine à Cirta Nova Sicca (Le Kef), Vaga (Béja), Thala et Capsa (Gafsa), les armées numides sont assiégées sur ce plateau rocheux qui est finalement investi par les troupes du général romain Marius. Le souvenir de cette bataille a tellement marqué les esprits que la montagne est désignée sous le nom de « Table de Jugurtha » dès 1896 par un géographe militaire, le capitaine de Vauvineux, qui cite des légendes locales. La localisation de cette bataille en ce lieu est à l'origine d'une controverse entre historiens connue sous le nom de problème de Cirta.
La ville se trouve sur le territoire de la tribu des Ouled Boughanem.

## Économie
Sur le plan économique, la principale activité de la ville est l'agriculture : blé, avoine et élevage extensif de bovins et d'ovins permettent aux habitants de vivre malgré l'aridité du climat (environ trois mois sans précipitations).
La source de M'rada, située à plus de 1 000 mètres d'altitude, est exploitée et commercialisée via une mise en bouteille à Kalaat Senan sous la marque d'eau minérale Dima ; l'usine d'un coût de six millions de dinars est inaugurée le 27 mai 2009.
Durant la saison estivale, beaucoup d'expatriés reviennent dans la région, ce qui engendre des retombées économiques au niveau local. Le poste frontalier avec l'Algérie permet par ailleurs un flux commercial plus ou moins contrôlé par les services douaniers.
De 1903 à 1925, les autorités françaises exploitent un gisement de phosphate et mettent en place une infrastructure ferroviaire qui est longtemps abandonnée, juste qu'à une disparition partielle dont l'autre partie est reconquise par la végétation. Depuis quelques années[Quand ?], l'infrastructure est en cours de restauration, sans doute à la suite de la construction d'un nouveau barrage sur l'oued Sarrath, à quelques kilomètres du plateau.